# Albert Nađ
Albert Nađ (in serbo Алберт Нађ?; Zemun, 29 ottobre 1974) è un allenatore di calcio, dirigente sportivo ed ex calciatore serbo, di ruolo centrocampista.

## Palmarès

### Club

#### Competizioni nazionali
- Campionato jugoslavo: 3

Partizan Belgrado: 1992-1993, 1994-1994, 1995-1996
- Coppe di Jugoslavia: 2

Partizan Belgrado: 1992, 1994
- Campionato serbomontenegrino: 2

Partizan Belgrado: 2002-2003, 2004-2005